# Ojukokoro
Ojukokoro: Greed, también conocida simplemente como Ojukokoro, es una película de comedia nigeriana de 2016 protagonizada por Wale Ojo, Tope Tedela, Charles Etubiebi, Seun Ajayi, Shawn Faqua, Ali Nuhu, Somkele Iyamah, Emmanuel Ikubese y Afeez Oyetoro. Fue escrita y dirigida por Dare Olaitan y producida por Olufemi D. Ogunsanwo.
Olaitan la escribió en 2014 y fue su primer guion completo. La película está ordenada en capítulos y se dedica un tiempo considerable en pantalla a explorar las motivaciones del diverso elenco con una combinación irónica de humor y violencia. Fue estrenada el 17 de marzo de 2017 con una recepción crítica positiva.

## Sinopsis
El sombrío gerente de una gasolinera con problemas económicos decide robarle a sus jefes, pero pronto descubre que no está solo en su ambición y que una buena razón no es siempre la correcta.

## Elenco
- Tope Tedela como Sunday[1]
- Charles Etubiebi como gerente
- Wale Ojo como Mad Dog Max[1]
- Seun Ajayi como Monday
- Ali Nuhu como Jubril
- Shawn Faqua como Rambo
- Somkele Iyamah como Sade
- Afeez Oyetoro (Saka)[7]
- Emmanuel Ikubese como el contable
- Sammie Eddie como DJ
- Gbolahan Olatunde
- Kayode Olaiya (Aderupoko)
- Linda Ejiofor
- Kunle Remi
- Zainab Balogun[1]

## Producción
El rodaje comenzó en abril de 2016. En octubre del mismo año se lanzó el primer avance y en enero de 2017, se lanzó un avance completo de la película.

## Lanzamiento
Se estrenó en los cines nigerianos el 17 de marzo de 2017.
Fue proyectada en el Metrograph de Nueva York del 13 al 15 de abril de 2018.
En abril de 2021 debutó en los servicios de transmisión de Netflix (EE. UU.).